# Galaxia espiral M74
Messier 74 (también conocido como Galaxia del Abanico o NGC 628) es una galaxia espiral en la constelación de Piscis. Debido a su bajo brillo de superficie es considerada uno de los objetos más difíciles del Catálogo Messier, habiendo discrepancias entre astrónomos aficionados sobre su visibilidad con diferentes ópticas, y de hecho un catálogo estelar del siglo XIX, el Bonner Durchmusterung, llega a clasificarla cómo una estrella
Por otro lado, la galaxia contiene dos brazos espirales claramente definidos y es por tanto usada como un ejemplo arquetípico de una galaxia espiral de gran diseño
El M74 fue descubierto por Pierre Méchain en 1780. Méchain entonces comunicó su descubrimiento a Charles Messier, que listó la galaxia en su catálogo. Es galaxia del Grupo M74

## Objetos dentro de M74
La galaxia de M74 posee una gran riqueza en objetos. Su color azulado se debe a que posee miríadas de cúmulos estelares, de estrellas con tonalidades azuladas (jóvenes), que desde la Tierra, se pueden ver (con enormes telescopios de observatorios) con una magnitud que oscila de +20 a +24, aunque individualmente sea más tenue. Esta galaxia posee un centenar de cúmulos estelares jóvenes que le dan ese aspecto azul zafiro.
Aparte, esta galaxia, es rica en zona HII (hidrógeno), por lo que, las nebulosas de emisión, son muy notables en cuanto a número. Todas las manchas rojizas que encontramos en la nebulosa, no son nada más y nada menos que nebulosas de emisión, debidas a gases ionizados (oxígeno/hidrógeno). Que desde la Tierra, se pueden observar igualmente.
Por último, están las nebulosas planetarias. No se pueden observar desde la Tierra, pero existe un catálogo (véase Aladin, VizieR) que recopila las nebulosas planetarias de esta galaxia mediante estudios en fotometría con grandes telescopios. Más de una decena (y de dos) de nebulosas planetarias podemos observar en esta galaxia, que oscilan de magnitud +25 a +28, eso sólo de las que se han podido encontrar, y es que esta galaxia está llena principalmente de polvo, gas, nebulosas de emisión, estrellas jóvenes y nebulosas planetarias.
Recientemente, en un brazo al NNO de la galaxia, según el Centro de Observaciones de Rayos X Chandra, se ha descubierto un cuásar, que radica cierta extrañeza entre los demás cuásares existentes. Aparte de ser la galaxia cuna de numerosas supernovas de estrellas viejas, que dan paso a estrellas de reciente formación.

## Información general
M74 se halla a una distancia de alrededor de entre 23 y 30 millones de años luz de la Vía Láctea, según el método empleado para calcular su distancia. Es una galaxia de tipo tardío algo menos brillante y luminosa que nuestra galaxia a la distancia menor dada; escalando los datos dados a la distancia superior, su luminosidad y tamaño son comparables a los de la Vía Láctea.
Cómo muchas galaxias de su tipo, es muy rica en gas y en estrellas jóvenes, cómo muestra el gran número de nebulosas de emisión y cúmulos de estrellas que aparecen en la fotografía -tomada por el Telescopio Espacial Hubble-, pensándose que ha estado formando estrellas a gran ritmo en los últimos 500 millones de años, pero que la formación estelar ha ido disminuyendo más rápidamente en las regiones internas de la galaxia que en las exteriores
Al igual que sucede también en bastantes galaxias aisladas y ricas en gas, el hidrógeno neutro de ésta ocupa mucho más espacio que las estrellas visibles, estimándose que éste ocupa un área de al menos 10 minutos de arco y constituye una buena parte de la masa existente más allá del disco visible. Además, M74 contiene también un disco de hidrógeno neutro exterior con un radio tres veces superior al óptico e inclinado 15 grados de origen desconocido

## Supernovas
Dos supernovas han sido identificadas en M74: SN 2002ap and SN 2003gd.
SN 2002ap ha atraído una considerable atención ya que es uno de los pocos tipos de supernovas Ic (o hipernova) observadas dentro de 10 Mpc en los últimos años.  Esta supernova se ha usado para probar las teorías existentes sobre los orígenes de similares Supernovas Ic lejanas y las teorías sobre la conexión entre supernovas y las erupciones de rayos gamma.
SN 2003gd es una supernova Tipo II-P. Este tipo de supernovas tienen una luminosidad característica, por lo que pueden ser usadas para medir distancias con precisión.  La distancia medida a M74 usando la SN 2003gd es de 9.6 ± 2.8 Mpc, o 31 ± 9 millones de años luz.  Para comparar, las distancias medidas usando el brillo de las supergigantes son de 7.7 ± 1.7 Mpc y 9.6 ± 2.2 Mpc.  Ben E. K. Sugerman encontró un eco de luz - una reflexión de luz de una explosión de una supernova que aparece después de dicha explosión - associada con SN 2003gd.  Esta es una de las pocas supernovas en las cuales se ha encontrado dicha reflexión. De hecho, esta reflexión parece ser del polvo "en una nube de polvo extendida cómo una hoja situada ante la supernova", y esta puede ser usada para determinar la composición interestelar del polvo.

## Información del grupo de galaxias
M74 es la galaxia más brillante del grupo M74, un grupo de 5-7 galaxias que incluye la peculiar galaxia espiral NGC 660 y unas pocas galaxias irregulares.  Aunque han sido aplicados diferentes formas de identificación bastante eficaces, el número exacto de miembros es aún desconocido. Generalmente, en dicho grupo suelen incluirse las galaxias:
M74, NGC 3,NGC 520A, NGC 520B,  NGC 660, NGC 7521, NGC 7537, NGC 7840, UGC 1176, UGC 1195 y UGC 1200.
En las inmediaciones de la galaxia, se pueden encontrar galaxias enanas, muy tenues igualmente (magnitud 19-20), hay tantas, que realmente resulta difícil decidir cuántos objetos hay en el grupo M74 por lo que sólo se ponen las más brillantes, conocidas, localizables y observable.
En el centro de cada galaxia se encuentra un Agujero negro supermasivo